# Leiothrichidae
Famille
Les Leiothrichidae sont une famille de passereaux créée après des études phylogéniques de la famille des Timaliidae, dont on savait qu'elle était constituée de taxons non apparentés. Elle est constituée de 133 espèces dans la version 5.2 du Congrès ornithologique international (2015).

## Systématique
La famille des Timaliidae a longtemps servi de « fourre-tout » taxinomique pour les passereaux de l'Ancien Monde. Le clade Leiothrichidae est l'un des quatre principaux qui est apparu lors de ces études (Gelang et al. 2009). Le Congrès ornithologique international a entériné ces modifications taxinomiques dans sa version 2.6 (2010).

### Liste des genres
Selon la classification de référence (version 10.1, 2020) du COI (ordre phylogénique) :
- Grammatoptila (1 espèce)
- Cutia (2 espèces)
- Laniellus (2 espèces)
- Trochalopteron (19 espèces)
- Actinodura (9 espèces)
- Montecincla (4 espèces)
- Minla (1 espèce)
- Leioptila (1 espèce)
- Leiothrix (2 espèces)
- Liocichla (5 espèces)
- Heterophasia (7 espèces)
- Argya (16 espèces)
- Turdoides (19 espèces)
- Garrulax (16 espèces)
- Ianthocincla (8 espèces)
- Pterorhinus (23 espèces)

### Liste des espèces
D'après la classification de référence (version 10.1, 2020) du COI (ordre phylogénique) :